# David Beriáin
David Beriáin Amatriáin (Pamplona, 12 agosto 1977 – Burkina Faso, 27 aprile 2021) è stato un conduttore televisivo e giornalista spagnolo, noto per le sue inchieste sulle organizzazioni criminali.
Nell'aprile 2021 è stato ucciso in un agguato insieme al suo collega Roberto Fraile, mentre lavoravano a un documentario in Burkina Faso sul bracconaggio. L'organizzazione terroristica JNIM ha rivendicato la responsabilità dell'omicidio.

## Biografia

### Carriera
Beriain nacque ad Artajona, comune della provincia di Navarra, per poi studiare giornalismo all'Università di Navarra. Nel 2002, a 25 anni, fu inviato in Iraq da un centro d'informazione regionale della Galizia per informare sul conflitto in corso, entrando nel paese all'interno di un doppio fondo blindato in un camion di contrabbandieri provenienti dalla Turchia.
Nel 2008 fu tra i pochi giornalisti a riuscire a entrare con una telecamera in un accampamento delle FARC, girando una serie di reportage intitolati Diez días con las FARC (Dieci giorni con le FARC).
Nel 2010 iniziò a collaborare con Mediaset come giornalista di guerra in Afghanistan insieme al fotografo Sergio Caro, documentando la vita delle truppe spagnole e statunitensi sul territorio e intervistando inoltre appartenenti al gruppo terrorista talebano.

### Omicidio
Il 26 aprile del 2021, David Beriáin stava registrando un documentario sul bracconaggio nello stato africano del Burkina Faso, quando si perse il contatto con il gruppo di 40 persone che lo accompagnava, tra i quali il fotografo Roberto Fraile, mentre attraversavano territori di bracconieri e di gruppi terroristici islamici (tra i quali Ansarul Islam e il Gruppo d'Appoggio all'Islam e i Musulmani), vicino alla località di Pama.
Poco dopo, furono rinvenuti tre cadaveri, tra i quali quelli di Beriáin e Fraile, oltre a quello di Rory Young, un cittadino irlandese responsabile della ONG Chengeta Wildlife.
L'omicidio fu rivendicato come un attentato dal gruppo jihadista Gruppo d'Appoggio all'Islam e i Musulmani, conosciuto con l'acronimo JNIM, legato ad Al Qaeda.

## Programmi televisivi
- Amazzonia Criminale (2015)[12]
- Clandestino (2016-2019)
- Il mondo dei narcos (2018)[13]

## Riconoscimenti
- Premio di giornalismo digitale José Manuel Porquet per Diez días con las FARC
- RealScreen Awards, premio documentari di attualità per El negocio del secuestro en Venezuela nel 2019
- RealScreen Awards per La Colombia de las FARC nel 2016
- Candidato ai Premi Goya per Percebeiros